# Bougey
Bougey település Franciaországban, Haute-Saône megyében. Lakosainak száma 98 fő (2022. január 1.). Bougey Jussey, Augicourt, Gevigney-et-Mercey, Montigny-lès-Cherlieu és Oigney községekkel határos.

## Népesség
A település népességének változása:
| Lakosok száma | 95   | 94   | 96   | 93   | 92   | 93   | 93   | 94   | 98   |
|               | 2013 | 2015 | 2016 | 2017 | 2018 | 2019 | 2020 | 2021 | 2022 |